# اونگلیون نسخه جدید سینمایی: ها
اونگلیون نسخه جدید سینمایی: ها (به ژاپنی: ヱヴァンゲリヲン新劇場版: 破  Evangerion Shin Gekijōban: Ha) (به انگلیسی: Evangelion: 2.0 You Can (Not) Advance)، عنوان انیمه ای ژاپنی به کارگرانی کازویا سوروماکی و ماسایوکی با نویسندگی هیدئاکی آنو و محصول سال ۲۰۰۹ است. این فیلم، دومین فیلم در چهارگانهٔ بازسازی اونگلیون به‌شمار می‌آید که بر اساس مجموعه انیمهٔ نئون جنسیس اونگلیون ساخته شده‌است. تهیه‌کنندگی و توزیع‌کنندگی آن را استودیو خارا و گایناکس برعهده داشتند.
داستان این فیلم، پس از اونگلیون نسخه جدید سینمایی: جو به وقوع می‌پیوندد و بر شخصیت شینجی ایکاری و نقش او به عنوان هدایتگر ابرربات «اونگلیون» در سازمان نرو که وظیفهٔ مبارزه با موجوداتی به اسم انجل (فرشته) را دارند پی می‌گیرد. مانند فیلم اول، این انیمه نیز عمدتاً اقتباسی دقیق از انیمهٔ اصلی است گرچه موجودات و شخصیت‌های جدیدی نیز در آن حضور دارند؛ هم‌چون قرارگیری ماری ایلوستریس میکینامی در خط داستانی فیلم. گرچه بعضی صحنه‌ها و رویدادها، بازسازی مجموعه انیمهٔ اصلی‌اند اما صحنات حذف‌شده و جدیدی به کمک سی‌جی‌آی افزوده گشته‌اند. در انتهای فیلم، خط سیر داستانی به اونگلیون نسخه جدید سینمایی: کیو که داستانی متفاوت از انیمهٔ اصلی دارد گره می‌خورد.